# St Paul's Uniting Church, Junee
St Paul's Uniting Church är en kyrka belägen i orten Junee i New South Wales i Australien som tillhör Uniting Church in Australia. Bygget påbörjades 1904 för att ersätta en tidigare kyrkobyggnad av trä. Den tidigare kyrkobyggnaden återuppfördes bakom kyrkan och användes som hall fram till cirka 1955 då den ersattes av en ny byggnad.